# Dušan Makavejev
Dušan Makavejev, cirill betűkkel Душан Макавејев (Belgrád, 1932. október 13. – Belgrád, 2019. január 25.) szerb filmrendező, forgatókönyvíró és producer. Az 1950-es évek első felében kezdett rendezni. 1965-től forgat játékfilmeket. Miközben W. R., avagy az organizmus misztériuma (1971) című alkotása külföldön nagy sikert aratott, Jugoszláviában hevesen támadták a filmet, melyet végül be is tiltottak. Lenin emlékének és a kommunizmus „szent” eszméjének megsértése miatt Makavejevnek el kellett hagynia a hazáját. Nyugaton még ritkábban tudott forgatni. 1993 óta nem készített játékfilmet. Több alkalommal járt Magyarországon, életművéből a Magyar Filmintézet és a Magyar Televízió is rendezett már sorozatot.

## Pályafutása

### A kezdetek
Makavejev édesanyja volt Szerbiában az első női állatorvos, aki szérumok előállításával foglalkozott. Elvált asszony volt, ezért Dušan sosem találkozott az édesapjával. A fiú Belgrádban nevelkedett. Akkor kezdődött a háború, amikor iskolába kezdett járni. 1949-ben belépett a Kommunisták Ligájába, ahonnan 1953-ban kizárták. Ennek oka az volt, hogy a Belgrádi Egyetemen – ahol filozófiát és pszichológiát tanult – egy diákújság szerkesztésében vett részt, amely azonban nem a hivatalos irányelveket követte. Filmkritikái azonban továbbra is megjelenhettek, sőt a rendezést is elkezdhette. Dolgozott színházban is, ám hírnevét elsősorban filmjeinek, főleg játékfilmjeinek köszönheti.
Első egész estés filmje, Az ember nem madár (1965) két párkapcsolat történetet mutatja be. Mindkét pár a szerelem segítségével próbál kitörni a szürke hétköznapok világából, ahol az ember valóban nem madár (= nem szabad), hanem dróton rángatott báb csupán, aki a szabadság illúziójában él, a munkáshatalom nyomasztó jelképeinek árnyékában. Már ebben a filmben megcsillan Makavejev iróniája és szarkasztikus humora: az egyik jelenetben például a mérnök szereplő az Örömóda hangjai mellett veszi át a kiváló munkájáért járó kitüntetést, miközben valahol a város másik végében a hősnő – ugyanerre a zenére – éppen az orgazmus pillanatait éli át. Ami közös kettőjükben, hogy azokban a percekben a maguk módján mindketten mennyei boldogságot éreznek. A filmet egy hipnotizőr vezeti be, aki a mágia veszélyeire hívja fel a figyelmet, és nem nehéz észrevenni, hogy a rendező tulajdonképpen magát a kommunizmust is a mágiához hasonló szemfényvesztésnek tartja.
Ilyen félig-meddig komoly, „tudományos” bevezetővel kezdődik Makavejev második játékfilmje, a Szerelmi ügy, avagy egy postáskisasszony tragédiája (1967) is. Az idős szexológus itt arról beszél, hogy napjainkban a szex nem beszédtéma, szexuális felszabadulás helyett inkább szexuális elfojtás van. Maga a történet egy postáskisasszony (a magyar származású Eva Ras alakítja) és egy patkányirtó fiatalember tragikusan végződő kapcsolatáról szól. Makavejev az egyszerű emberek életének képeit állítja szembe a kommunista állam embertelen eszméit jelképező felvételekkel: a két világ konfrontációja csakis tragédiával végződhet. Az 1968-ban készült Védtelen ártatlanság egyfajta filmes kollázs. A kiindulópontot egy 1942-es amatőr film, Dragoljub Aleksić lakatos és birkózó befejezetlen és betiltott alkotása jelentette, amely állítólag az első szerb hangosfilm volt. Az eredeti film melodramatikus történet egy önimádó akrobata és egy névházasságba kényszerített polgárlány szerelméről. Ezt az anyagot Makavejev későbbről származó dokumentumfilmes részletekkel egészíti ki, melyekből kiderül, hogy Aleksić filmjének közreműködőit 1945 után meghurcolták, mert a náci korszakban készült produkcióban vettek részt. A kollázsban Makavejev német propagandafilmek részleteit is felhasználta. (Későbbi munkáiban is használt olykor dokumentum- és játékfilmrészleteket.)

### A klasszikus alkotások

W. R., avagy az organizmus misztériuma

Noha a művész filmjei a szocialista Jugoszlávia kultúrpolitikusai körében egyáltalán nem voltak népszerűek, a W. R., avagy az organizmus misztériuma (1971) volt az első alkotása, amelyet be is tiltottak. A címben szereplő monogram Wilhelm Reich szexuálpszichológusra utal, aki szerint a szexuális elfojtás rombolja az ember személyiségét, a ki nem élt biológiai ösztönök az agresszió növekedését okozhatják, ami társadalmi méretekben erőszakos tömegmozgalmakat eredményezhet. „A fasizmus a szexuális nyomorékok őrjöngése, dühöngése” – vallotta Reich. Vitatott elmélete inspirálóan hatott az 1960-as évek végén fellángolt nyugati diákmozgalmakra, a kibontakozó szexuális forradalomra. Makavejev szerint a reichi tanok jelentenék a „vérfrissítés”-t a kommunista eszmék számára is, és ezért harcol a film hősnője, Milena, aki szerint „a kommunizmus szabad szerelem nélkül temető”. Szerelme, az orosz jégrevütáncos lesz a végzete: a férfi korcsolyájával vágja le Milena fejét, ám az még a tepsiben is tovább szónokol. E rövid összefoglalóból is sejthető, miért értékelte az 1972-es magyar Új Filmlexikon ezt a filmet úgy, hogy benne Makavejev „egyrészt pornográfiába tévedt, másrészt politikai vakvágányra”. Pedig a rendező a W. R.-rel nemcsak a kommunizmusról, hanem a kapitalizmusról is lesújtó véleményt fogalmaz meg: szerinte minden társadalmi rendszer rossz, mert kizárólag a maga elveit tartja egyedül üdvözítőnek. A szexuális forradalom azonban Nyugaton sem a szexuális felszabadulást, hanem a nemi szerepek összezavarodását hozta el. Az emberek Makavejev szerint mindkét meghatározó társadalmi rendszerben valójában magányosak, csak az egyikben elnyomás alatt, a másikban anélkül. Jugoszláviában a film körüli viták politikai síkra terelődtek, a rendezőt Lenin és a kommunizmus megsértésével vádolták, és emigrációba kényszerítették.
Hazájából való távozása után Makavejev Párizsban telepedett le, itt készítette a filmtörténet egyik legprovokatívabb alkotását, a Sweet Movie-t, melyet az 1974-es cannes-i filmfesztiválon mutattak be. Ezzel a munkájával sikerült a kommunista Kelet után a kapitalista Nyugat haragját is kivívnia: a filmet több nyugati országban betiltották. A W. R.-hez hasonlóan több rétegből építkező alkotás végkicsengése ugyanis az, hogy a kommunizmus és a kapitalizmus egyaránt embertelen társadalmi formák, mert a maguk céljaira zsákmányolják ki az emberi testet. A kapitalizmus kritikáját a Carole Laure által játszott Miss 1984 (utalás George Orwell művére) története képviseli, míg a kommunizmus Anna Planeta (Anna Prucnal) személyén keresztül kapja meg a magáét. A párhuzamos (és természetesen szimbolikus) cselekményszálakat a katyni mészárlás áldozatainak kihantolásáról készült eredeti dokumentumbetétek szakítják meg. A Sweet Movie-ról a bemutató óta eltelt évtizedek alatt egymásnak olykor ellentmondó elemzések tucatjai születtek, volt olyan is, amelyik szerint valójában Marx Tőke című megfilmesíthetetlen művének érzéki filmváltozatáról van szó!

Sweet Movie (Carole Laure)

Svédországban valósult meg a művész egyik legsikeresebb alkotása, a Montenegro (1981). Hősnője, Marilyn Jordan megelégeli a jóléti társadalom konszolidált unalmát, és a jugoszláv vendégmunkások furcsa, szabad(os) világában véli megtalálni új helyét. Rá kell döbbennie azonban arra, hogy ez a miliő is csupán illúzió, a vendégmunkások valójában abba a környezetbe vágynak, amiből ő kitörni próbál. A film utolsó jelenetében a tökéletes feleség, anya és háziasszony sztereotip szerepkörében tálalja fel családjának a vacsorát, melybe mérget kevert. Makavejev bőséggel adagolja a (fekete) humort, ám a szatíra ettől csak élesebbé válik. Emlékezetesek a zenei betétek: a nyitójelenet hangulatának megteremtéséhez a rekedtes hangú Marianne Faithfull The Ballad of Lucy Jordan című felvétele járul hozzá, a bohókás nagypapa fergeteges feleségkeresési akcióját – mely az unokák közreműködésével zajlik – pedig a svédek büszkesége, az ABBA I Do, I Do, I Do, I Do, I Do című slágere kíséri.

### Útkeresés vagy kifáradás?
A következő állomás Ausztrália, ahol Makavejev leggyengébbnek tartott filmje, A Coca-Cola kölyök (1985) készült Eric Roberts és Greta Scacchi főszereplésével. A kritikusok azt rótták fel (Magyarországon is), hogy a rendező ezúttal különösebb koncepció nélkül csipkelődik, hol a cowboy-mítoszon, hol az ausztrál provincializmuson, hol az amerikai típusú reklámokon stb., ezért helyzetgyakorlatokra esik szét a mű. A film elején egy felirat tudósít arról, hogy a Coca Cola-cég elhatárolja magát a produkciótól, és rosszmájú kritikusok szerint igazuk is volt. Az 1980-as évek végén Jugoszláviában már más szelek fújdogáltak, mint másfél évtizeddel korábban, ezért Makavejev hazatért, hogy elkészítse a Kiáltvány (1988) című filmjét. A téma és a hangvétel ismerős: a helyszín (a képzeletbeli) Kelet-Európa 1920-ban, ahol szexuális forradalom készülődik, miközben a szereplők egy másfajta forradalomra, a látogatóba érkező király megölésére is szövetkeznek. Az idők változásával együtt járt, hogy ez a bizarr politikai szatíra már sem Keleten, sem Nyugaton nem háborított fel senkit, inkább csendes érdektelenségbe fulladt.
A megújulás lehetőségét az 1993-as A gorilla délben fürdik jelentette. A „történelmi burleszk” főszereplője egy szovjet tiszt, aki valahogy Berlinben ragad a német újraegyesítés után, és nem igazán tudja, mi történik körülötte, mi lesz vele, aki egyik nap még a dicső szovjet hadsereg megbecsült tagja volt, másnap pedig egy múltból ottfelejtett kövület. Makavejev számos részletet vett át egy hírhedt szovjet propagandafilmből, Mihail Csiaureli Berlin eleste című 1949-es alkotásából. A slusszpoén: Makavejev hőse, Viktor Boriszovics nem más, mint Csiaureli hőseinek, Aljosának és a nyakába boruló bárisnyának, Natasának a fia. Vagyis egy legenda, maga az irrealitás, de Makavejev arra figyelmeztet, hogy múltunk, jelenünk és alighanem a jövőnk is ilyen irreális legendákra építkezik. Úgy tűnt, ezzel a filmjével Makavejev visszanyerte régi alkotóerejét és frissességét. Ennek ellenére azóta nem forgatott új játékfilmet, mert állítása szerint a filmiparban évek óta kedvezőtlenek a feltételek a kisebb költségvetésű, „másfajta” alkotások készítésére, mivel a szuperprodukciók uralják a mozikat. Ő azonban az olyan filmeket szereti, melyek elkészítése igazi kalandot jelent saját maga számára is, hiszen annyi váratlan dolgot kell figyelembe venni egy forgatás során, melyhez a forgatókönyv amúgy is csak kiindulópont, nem pedig megvalósítandó végcél.

## Filmjei

### Játékfilmek
- 1993 A gorilla délben fürdik (Gorilla Bathes at Noon)
- 1988 Kiáltvány (Manifesto)
- 1985 A Coca-Cola kölyök (The Coca-Cola Kid)
- 1981 Montenegro
- 1974 Sweet Movie
- 1971 W. R., avagy az organizmus misztériuma / Wilhelm Reich, avagy a kielégülés rejtelmei (W. R. – Misterije organizma)
- 1968 Védtelen ártatlanság (Nevinost bez zastite)
- 1967 Szerelmi ügy, avagy egy postáskisasszony tragédiája (Ljubavni slucaj ili tragedija sluzbenice P. T. T.)
- 1965 Az ember nem madár (Covek nije tica)

### Rövidfilmek, dokumentumfilmek, epizódfilmek
- 1996 Danske piger viser alt
- 1994 Lyuk a lélekben (Rupa u dusi)
- 1974 Wet Dreams (Sam Rotterdam néven a Politfuck című epizód)
- 1971 I Miss Sonia Henie
- 1964 Új játékszer (Nova igracka)
- 1964 Új háziállat (Nova domaca zivotinja)
- 1962 Le a kerítésekkel! (Dole plotovi)
- 1962 Parádé (Parada)
- 1962 Film az ábécés könyvről (Film o knjizi A. B .C.)
- 1962 Széplány ’62 (Ljepotica 62)
- 1961 Mosoly ’61 (Osmjeh 61)
- 1961 Eci, pec, pec
- 1961 Pedagógiai tanmese (Pedagoska bajka)
- 1959 Mi a munkástanács? (Sto je radnicki savjet?)
- 1958 Álmodnak a színek (Boje sanjaju)
- 1958 Kosnice pune smijeha
- 1958 Átkozott ünnep (Prokleti praznik)
- 1958 A méhész képeskönyve (Slikovnica pcelara)
- 1958 Ne higgyetek az emlékműveknek! (Spomenicima ne treba verovati)
- 1957 Antonio törött tükre (Antonijevo razbijeno ogledalo)
- 1955 Pecsét (Pecat)
- 1953 Jatagan mala

## Fontosabb díjak és jelölések
Berlini filmfesztivál
- 1968 jelölés Védtelen ártatlanság (Arany Medve-jelölés)
- 1968 díj Védtelen ártatlanság (Ezüst Medve díj, FIPRESCI-díj)
- 1971 díj W. R., avagy az organizmus misztériuma (FIPRESCI-díj, Interfilm-díj)

Cannes-i filmfesztivál
- 1981 jelölés Montenegro (Arany Pálma-jelölés)
- 1985 jelölés A Coca Cola-kölyök (Arany Pálma-jelölés)